# 内帕纳加尔
内帕纳加尔（Nepanagar），是印度中央邦East Nimar县的一个城镇。总人口31658（2001年）。

## 人口
该地2001年总人口31658人，其中男性16324人，女性15334人；0—6岁人口3677人，其中男1913人，女1764人；识字率69.12%，其中男性为77.16%，女性为60.56%。